# Eucalyptus mcclatchei
Eucalyptus mcclatchei är en myrtenväxtart som beskrevs av Kinney. Eucalyptus mcclatchei ingår i släktet Eucalyptus och familjen myrtenväxter. Inga underarter finns listade i Catalogue of Life.